# Energia kinetyczna

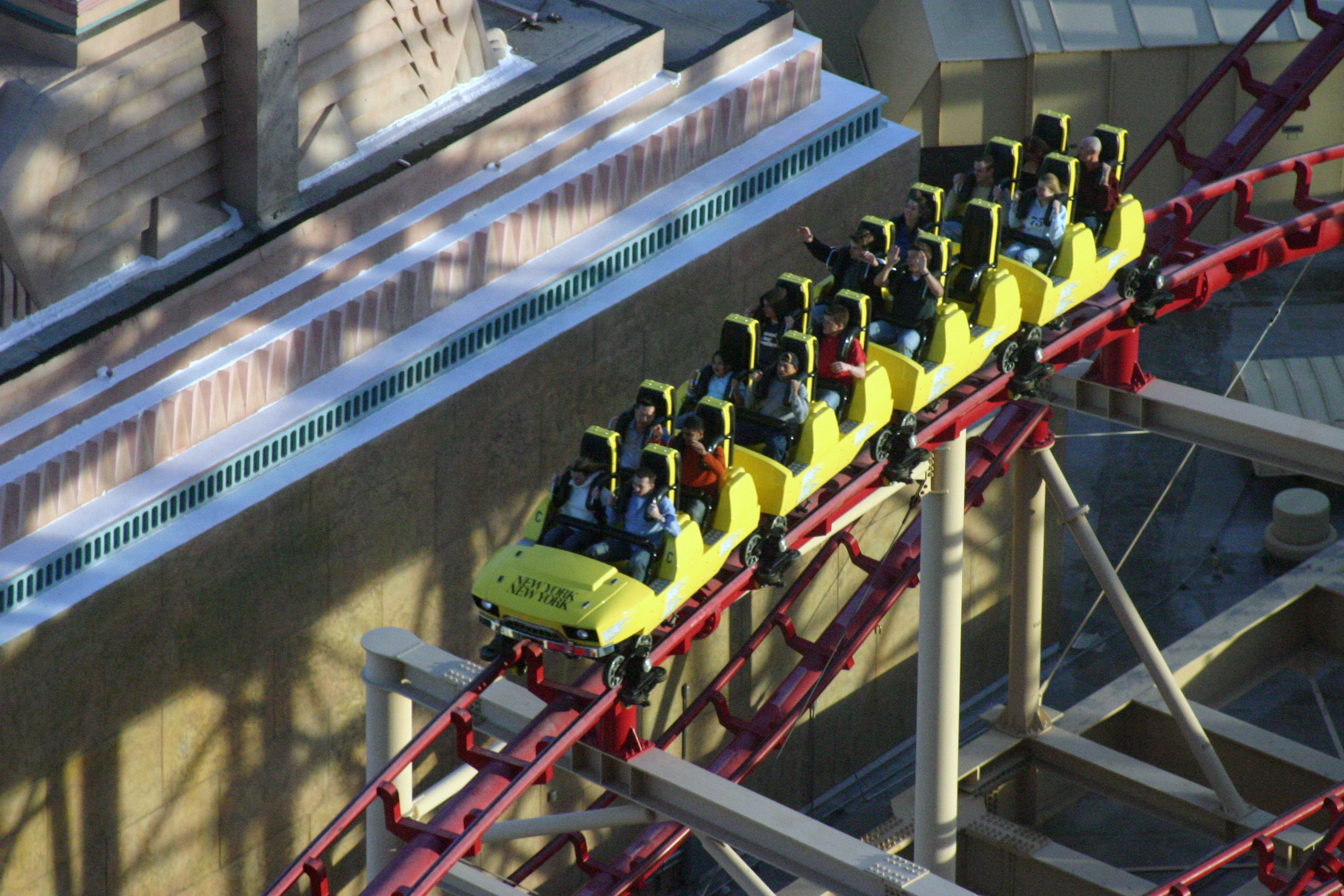
Wagony kolejki górskiej mają największą wartość energii kinetycznej u dołu trasy. Podczas wznoszenia się, energia ta zamienia się w energię potencjalną grawitacji. Przy pominięciu oporów ruchu suma tych dwóch energii pozostaje stała.

Energia kinetyczna {\displaystyle (E_{k})} z gr. kinēma ‘ruch’ – energia ciała związana z ruchem (po gr. κίνησις ‘ruch’) jego masy. Jednostką {\displaystyle E_{k}} jest dżul. W opisywalnych przez mechanikę klasyczną układach może dochodzić do przemian {\displaystyle E_{k}} w energię potencjalną {\displaystyle (E_{p})} i odwrotnie (przykładem takiego układu jest wahadło).
Sumę {\displaystyle E_{k}+E_{p}} nazywamy energią mechaniczną. Jak wynika z zasady zachowania energii, {\displaystyle E_{k}+E_{p}} jest stała w układzie idealnym. W szerszym ujęciu termodynamicznym, w przypadku gdy analizując zachowanie układu mechanicznego nie można zignorować strat {\displaystyle E_{k}} zachodzących np. w wyniku tarcia (z wydzieleniem ciepła, np. w przypadku tłoka), mówimy o rozproszeniu energii mechanicznej.

## Mechanika klasyczna
Dla ciała o masie {\displaystyle m} i prędkości {\displaystyle v} dużo mniejszej od prędkości światła w próżni ({\displaystyle v\ll c,} gdzie {\displaystyle c} jest prędkością światła w próżni), energia kinetyczna wynosi:
{\displaystyle E_{k}={\frac {1}{2}}mv^{2}.}
Wzór ten można wyprowadzić ze wzorów na pracę i siłę:
{\displaystyle W=F\cdot s}
{\displaystyle F=m\cdot a}
{\displaystyle F=m\cdot {\frac {v_{k}-v_{p}}{t}}}
{\displaystyle W=m\cdot {\frac {v_{k}-v_{p}}{t}}\cdot s}
{\displaystyle W=m\cdot {\frac {v_{k}-v_{p}}{t}}\cdot {\frac {v_{p}+v_{k}}{2}}\cdot t}
Gdy prędkość początkowa {\displaystyle v_{p}=0,} wtedy:
{\displaystyle W=m\cdot {\frac {v_{k}}{t}}\cdot {\frac {v_{k}}{2}}\cdot t}
{\displaystyle W=m\cdot {\frac {v_{k}^{2}}{2}}={\frac {1}{2}}mv_{k}^{2},}
gdzie:
{\displaystyle W} – praca,
{\displaystyle F} – siła,
{\displaystyle a} – przyspieszenie,
{\displaystyle s} – droga,
{\displaystyle t} – czas,
{\displaystyle m} – masa,
{\displaystyle v_{p},} {\displaystyle v_{k}} – prędkość początkowa i końcowa.
Energia kinetyczna ruchu obrotowego bryły sztywnej wynosi, w przybliżeniu małych prędkości:
{\displaystyle E_{k}={\frac {1}{2}}\mathbb {\omega } {\hat {I}}\mathbb {\omega } ={\frac {1}{2}}\sum _{ij}\omega _{i}I_{ij}\omega _{j},}
gdzie:
{\displaystyle \mathbb {\omega } } – prędkość kątowa,
{\displaystyle {\hat {I}}=(I_{ij})} – tensor momentu bezwładności.
W przypadku obrotu wokół jednej z osi głównych wyrażenie na energię kinetyczną w ruchu obrotowym upraszcza się do:
{\displaystyle E_{k}={\frac {1}{2}}I\omega ^{2},}
gdzie:
{\displaystyle I} – odpowiedni moment bezwładności,
{\displaystyle \mathbb {\omega } } – prędkość kątowa.

## Mechanika relatywistyczna
Dla prędkości porównywalnych z prędkością światła w próżni (tzw. relatywistycznych) do obliczenia energii kinetycznej stosuje się ogólniejszy wzór, w którym energia kinetyczna jest różnicą pomiędzy energią całkowitą i energią spoczynkową
{\displaystyle E_{k}=m\gamma c^{2}-mc^{2},}
gdzie:
{\displaystyle \gamma ={\frac {1}{\sqrt {1-\left({\frac {v}{c}}\right)^{2}}}}}
lub
{\displaystyle E_{k}=mc^{2}\left(\gamma -1\right)}
lub
{\displaystyle E_{k}=mc^{2}\left({\frac {1}{\sqrt {1-\left({\frac {v}{c}}\right)^{2}}}}-1\right).}
Ułamek z powyższego wzoru ma rozwinięcie w szereg Maclaurina względem zmiennej {\displaystyle {\frac {v}{c}}}
{\displaystyle {\frac {1}{\sqrt {1-\left({\frac {v}{c}}\right)^{2}}}}=1+{\frac {1}{2}}v^{2}/c^{2}+{\frac {3}{8}}v^{4}/c^{4}+\dots }
Zatem:
{\displaystyle E_{k}=mc^{2}\left({\frac {1}{2}}v^{2}/c^{2}+{\frac {3}{8}}v^{4}/c^{4}+\dots \right)={\frac {1}{2}}mv^{2}+{\frac {3}{8}}mv^{4}/c^{2}+\dots }
Dla prędkości {\displaystyle v} małych w porównaniu z prędkością światła w próżni {\displaystyle (v\ll c)} można pominąć drugi i dalsze składniki, co sprowadza wzór na energię kinetyczną do postaci znanej z mechaniki klasycznej (nierelatywistycznej):
{\displaystyle E_{k}\approx {\frac {1}{2}}mv^{2}.}

## Mechanika kwantowa
W mechanice kwantowej wprowadza się pojęcie operatora energii kinetycznej {\displaystyle {\hat {T}}.} W ramach nierelatywistycznej mechaniki kwantowej, operator energii kinetycznej dla cząstki o masie {\displaystyle m} ma postać:
{\displaystyle {\hat {T}}={\frac {{\hat {p}}^{2}}{2m}}.}
gdzie {\displaystyle {\hat {p}}} jest operatorem pędu.
W obrazie drugiej kwantyzacji operator energii kinetycznej dla układu cząstek o relacji dyspersji {\displaystyle \epsilon _{k\nu }}
ma postać
{\displaystyle {\hat {T}}=\sum _{\mathbf {k} \nu }\epsilon _{\mathbf {k} \nu }a_{\mathbf {k} \nu }^{\dagger }a_{\mathbf {k} \nu },}
gdzie symbol {\displaystyle \nu } może oznaczać dowolny zbiór zmiennych (np. {\displaystyle \nu =\{\sigma \}} dla spinu,
lub {\displaystyle \nu =\{\sigma ,n\}} dla spinu i pasma {\displaystyle n}).